# 貝克山 (麥克羅伯特森地)
貝克山（英語：Mount Beck）是南極洲的山峰，位於麥克羅伯特森地，屬於查爾斯王子山脈的一部分，澳大利亞探險隊根據空中照片繪入地圖，現時由南極條約體系管理。